# (17470) Mitsuhashi
(17470) Mitsuhashi est un astéroïde de la ceinture principale.

## Description
(17470) Mitsuhashi est un astéroïde de la ceinture principale. Il fut découvert le 19 janvier 1991 à Kitami par Kin Endate et Kazuro Watanabe. Il présente une orbite caractérisée par un demi-grand axe de 3,16 UA, une excentricité de 0,14 et une inclinaison de 4,1° par rapport à l'écliptique.

## Compléments